# Безневинний (серіал)
Безневинний (ісп. El inocente) — іспанський оригінальний телесеріал Netflix, який вийшов 30 квітня 2021 року в 190 країнах світу. Серіал розповідає про життя колишнього в'язня, який намагається налагодити своє життя, майже нікому не довіряє та намагається відкрити правду навколо себе.
Серіал заснований на однойменному романі Гарлана Кобена та адаптований Оріолом Пауло та Жорді Вальєхо. У ньому знімаються Маріо Касас, Аура Ґаррідо, Александра Хіменес, Хуана Акоста, Хосе Коронадо та інші. Серіал має один сезон із восьми епізодів, тривалістю приблизно 50 хвилин кожен.

## Синопсис
Матео Відаль, колишній засуджений, намагається повернути своє життя до норми, коли його дружина Олівія отримує дивний дзвінок і згодом зникає. Матео намагається з'ясувати, що сталося, і як це пов'язано зі світом проституції та шантажу.

## Сюжет
Одного вечора дев'ять років тому Матео втрутився в бійку, яка закінчилася вбивством з необережності. Через деякий час він став колишнім засудженим, близьким до стабільності. Його партнерка, Олівія, вагітна, і вони збираються отримати будинок своєї мрії. Незрозумілий дзвінок із мобільного телефону Олівії спантеличує Матео, який починає шалену гонку, щоб дізнатися правду. Крім того, Лорена, поліцейський інспектор, у розпалі розслідування самогубства черниці, починає з подивом спостерігати за подіями, що відбуваються, зв'язком зі справою Матео та намагається зібрати всі шматочки воєдино.
У цьому серіалі роль Тео Агілара зі спеціального відділу розслідування злочинів і роль самого підрозділу також будуть актуальними, ведучи глядача від стабільності, заснованої на брехні, до прихованої реальності, яка випливає на поверхню, коли всі сприймають це як належне.

## Акторський склад

### Головний
- Маріо Касас — Матео «Мат» Відаль Рівера
- Аура Ґаррідо — Олівія Коста / Кандіда Ізабель Руссо
- Александра Хіменес — інспектор Лорена Ортіс
- Хосе Коронадо[es] в ролі Тео Агілара
- Мартіна Гусман[es] — Кіммі Дейл / Мартіна Діас
- Хуана Акоста[es] — Емма Дуран Масас / Марія Лухан Кальво
- Гонсало де Кастро[es] — Хайме Вера
- Ана Вагенер[es] — Соня Міраллес
- Мікі Еспарбе[es] — Анібал Ледесма
- Хаві Саес[d] — Ібай Саес
- Анна Аларкон[ca] — Зої Фламент
- Сузі Санчес[es] — Ірен Бальтьєр

### Другорядний
| - Міма Рієра — Мара Бернал - Хорді Колл — Ісмаель Відаль Рівера - Алехандро Альбаррасін — Уго Наварро - Аріадна Каброль в ролі Єви - Санті Понс — Родріго Гальярдо - Мірейя Вілапуїг — Карла - Мартін Нор'єга в ролі Макса - Коко Сальвадор — Алекс - Юдальд Фонт — Даніель Вера Міраллес - Джоан Педрола — Маркос Лізаррага - Педро Ернандес — Роберто Аранда - Алекс Рікарт — Гонсало | - Алекс Брюлл — Оскар - Карла Рікарт — Лідія - Крістіна Мурільо в ролі Ани - Альзіра Гомес — Селія Абеллан - Оріол Віла — Бруно Сото - Хав'єр Бельтран — Оскар Креспо - Хосеан Бенготсеа в ролі комісара Оліете - Луїза Маллол — полковник Аманда Прієто - Зое Арнао в ролі Клаудії - Монтсе Морілло в ролі Кармен - Ніко Конде в ролі Хаві - Девід Верт — Хосе | - Айнхара Родрігес — Лорена Ортіс (дівчина) - Карла Моран — Олівія Коста (дівчина) - Мікель Сітяр — Тоні Осіас - Хаві Лайт — Матіас Оддоне - Крістіна Генебат — Беа - Джоана Белмонте в ролі Софії Агілар - Оріоль Гінар в ролі Карлоса - Луїза Гуд у ролі Лаури - Асія Ортега в ролі Кассандри - Френк Фейс у ролі Фрідмана - Айна Планас — Паула - Альберт Перес — Мігель Торральба |

## Епізоди
| № серії | Назва серії | Режисер(и)  | Сценарист(и)  | Оригінальна дата виходу |
| ------- | ----------- | ----------- | ------------- | ----------------------- |
| 1       | «Епізод 1»  | Оріол Пауло | Оріол Пауло   | 30 квітня 2021          |
| 2       | «Епізод 2»  | Оріол Пауло | Жорді Вальєхо | 30 квітня 2021          |
| 3       | «Епізод 3»  | Оріол Пауло | Жорді Вальєхо | 30 квітня 2021          |
| 4       | «Епізод 4»  | Оріол Пауло | Оріол Пауло   | 30 квітня 2021          |
| 5       | «Епізод 5»  | Оріол Пауло | Гільєм Клуа   | 30 квітня 2021          |
| 6       | «Епізод 6»  | Оріол Пауло | Оріол Пауло   | 30 квітня 2021          |
| 7       | «Епізод 7»  | Оріол Пауло | Жорді Вальєхо | 30 квітня 2021          |
| 8       | «Епізод 8»  | Оріол Пауло | Гільєм Клуа   | 30 квітня 2021          |

## Виробництво
У квітні 2019 року Netflix оголосив про екранізацію роману Гарлана Кобена «Безневинний», режисером якого стане Оріол Пауло, а команду продюсерів очолить Белен Атьєнца. 22 листопада 2019 року розпочалися зйомки серіалу. Крім того, того ж місяця було оголошено перших трьох акторів: Маріо Касас, Аура Ґаррідо та Александра Хіменес. У жовтні 2020 року було оголошено весь основний акторський склад серіалу, окрім трьох уже оголошених акторів: Мартіна Гусман, Хуана Акоста, Гонсало де Кастро, Ана Вагенер, Мікі Еспарбе, Хаві Саес, Анна Аларкон і Сузі Санчес.

### Просування та маркетинг
На початку квітня 2021 року було оголошено дату прем'єри серіалу, яка припала на п'ятницю, 13 квітня 2021 року. За кілька днів до прем'єри серіал почали рекламувати в основних іспанських мережах (Telecinco, Antena 3) у режимі реклами. Крім того, головні актори відвідали такі програми, як El Hormiguero на «Antena 3» або «Late motiv» на «0» як гості для реклами серіалу. Постер і трейлер серіалу рекламували на Таймс-Сквер у Нью-Йорку.